# Stipa-Caproni
El Stipa-Caproni fue un avión experimental italiano diseñado en 1932 por el ingeniero aeronáutico Luigi Stipa y construido por la compañía Caproni. Su característica más distintiva era el fuselaje anular, en cuyo interior se ubicaba el motor, y en el que penetraba el flujo de la hélice, con casi el mismo diámetro. Básicamente, el fuselaje hueco era parte del diseño del motor de hélice entubada o hélice tubular. Aunque la Regia Aeronautica no mostró interés en seguir desarrollando el aparato, su diseño fue un importante paso adelante para el desarrollo del motor a reacción.

## Diseño

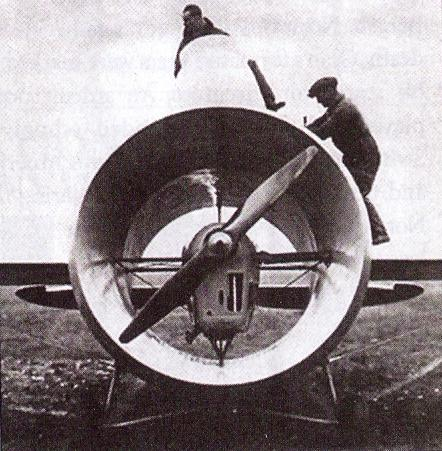
El Stipa-Caproni visto de frente, mostrando el diseño de "hélice entubada" de Stipa, donde la hélice y el motor están montados dentro de un tubo hueco que constituye el fuselaje del avión. A las ruedas del tren de aterrizaje se le han retirado los carenados.

La idea original de Stipa era comprimir el flujo de aire de la hélice y el escape del motor en un conducto anular, aplicando el principio de Bernoulli. Además, el mismo fuselaje-conducto tenía una forma similar al del perfil alar, con lo que proporcionaba sustentación suplementaria.

## Vuelos e influencias
El 7 de octubre de 1932, el piloto de pruebas de Caproni Domenico Antonini efectuó el primer vuelo con el prototipo Stipa. Posteriormente el aparato fue trasladado a Montecelio donde más pruebas fueron llevadas a cabo por personal de la Regia Aeronautica. Todos los pilotos coincidieron en indicar que el avión era extremadamente estable en vuelo, hasta el punto de resultar difícil hacerlo variar de trayectoria. También les sorprendió la escasa velocidad necesaria para tomar tierra, tan solo 68 km/h.
Dado que el rendimiento no superaba el de aparatos de diseño convencional, el proyecto fue cancelado, pero resultó una importante influencia para el posterior Caproni Campini N.1, propulsado mediante un termorreactor.

## Especificaciones

### Características generales
- Tripulación: 2
- Longitud: 5,55 m
- Envergadura: 14,28 m
- Altura: 3 m
- Peso cargado: 800 kg
- Planta motriz: 1× De Havilland Gipsy III, cuatro cilindros en línea enfriado por aire.
  - Potencia: 120 hp

### Rendimiento
- Velocidad máxima operativa (Vno): 131 km/h
- Alcance: km
- Radio de acción: km
- Alcance en combate: km
- Alcance en ferry: km